# Liên đoàn bóng đá Guinée
Liên đoàn bóng đá Guinée (tiếng Pháp: Fédération guinéenne de football) là tổ chức quản lý, điều hành các hoạt động bóng đá ở Guinée. Liên đoàn quản lý đội tuyển bóng đá quốc gia Guinée, tổ chức các giải bóng đá như vô địch quốc gia và cúp quốc gia. Liên đoàn bóng đá Guinée gia nhập FIFA năm 1961 và CAF năm 1962.